# Браузерная игра
Бра́узерная игра́ — компьютерная игра, использующая браузерный интерфейс и обычно не требующая установки на компьютер дополнительных приложений, кроме самого браузера и иногда плагина для него. Браузерные игры можно разделить на однопользовательские, многопользовательские и массово-многопользовательские.

## Однопользовательские браузерные игры
Наиболее распространёнными в классе однопользовательских игр являются игры на Adobe Flash. В последнее время сравнимые возможности становятся доступны без плагинов благодаря технологиям из группы HTML5. Ранее их место занимали Java-игры. Однопользователькие браузерные игры, как правило, просты и доступны для быстрого освоения. В большинстве такие игры можно отнести к разряду казуальных.

## Многопользовательские браузерные игры
К этому классу можно отнести игры, имитирующие настольные игры, такие как шахматы, нарды, и карточные игры. В такие игры можно играть вдвоём (друг против друга) или с несколькими партнёрами. Браузер обеспечивает связь игроков между собой посредством игрового сервера. Игра может требовать одновременного присутствия всех участвующих в игровой партии игроков, или нет. В последнем случае ходы делаются каждым игроком по очереди в удобное им время и сохраняются на игровом сервере.

## Массово-многопользовательские браузерные игры
В таких играх сотни, тысячи, или десятки тысяч игроков взаимодействуют друг с другом. В большинстве игр этого класса интерфейс выполнен в виде обычных HTML-страниц с текстом и изображениями. Минимальная интерактивность (обычно различные таймеры и чат) обеспечивается с помощью JavaScript. Ряд игр использует технологию Flash, что до появления HTML5 позволяло сделать игру более привлекательной внешне, однако вносит в игровой процесс присущие флэш-приложениям ограничения и недостатки, такие как перекрытие стандартных функций браузера (переход вперёд и назад, обновление страницы), задержки, связанные с загрузкой флэш-роликов, требующих, как правило, больший (чем HTML и изображения) объём передаваемых в браузер данных. В последнее время все чаще стали появляться игры, в основе которых лежит бесплатный игровой движок Unity 3D, позволивший поднять планку качества исполнения браузерных игр на новый уровень и вплотную приблизить их графически к полноценным MMOG. Такие игры полностью трехмерны (PlaneWars, Battlestar Galactica Online) и, при этом, не требовательны к ресурсам персонального компьютера, однако, как и игра на Flash, требуют установки проприетарного ПО. Также существуют игры с клиентами на Java, способными работать как через браузерный плагин, так и через JRE, запускаемую отдельно.
Наиболее многочисленным жанром игр этого класса является жанр ролевых игр, за которым следуют стратегические и экономические игры. Также к массово-многопользовательским относятся сайты виртуальных питомцев, которые могут быть как браузерными, так и клиентскими. Игры этого класса, как правило, затягивают, люди играют в них месяцами и годами.

#### Браузерные многопользовательские онлайновые ролевые игры (BBMMORPG)
Жанр BBMMORPG появился в конце 90-х. Первой игрой была игра «Тэйл», созданная в 1999 году. Эта текстовая игра представляла собой усовершенствованный MUD, полностью работающий в браузере и не требующий ничего устанавливать. Игра была совмещена с чатом, что создавало игрокам простор для отыгрыша и позволяло легко находить друзей — единомышленников. Основой геймплея было путешествие по фэнтези миру и развитие персонажа с помощью PvE боев. Позднее большую популярность приобрела игра «Бойцовский клуб», внешне схожая с «Тэйлом», однако полностью отличающаяся геймплеем, в основу которого были положены бои PvP.

#### Бизнес-модели браузерных игр
Большинство браузерных игр ориентированы на бизнес модель Free-to-play, позволяющую пользователю играть бесплатно и комфортно на первых порах, постепенно усложняя его пребывание в игровом мире, подталкивая к приобретению услуг, игровой валюты и предметов за реальные деньги.

## Flash-игра
Flash-игра — компьютерная игра, разработанная на языке ActionScript. Получила префикс Flash благодаря одноимённому названию самой распространенной среды разработки приложений, использующей ActionScript[неоднозначно]. Наиболее известны в виде браузерных игр.
Flash-игры обрели широкую популярность путём распространения в сети Интернет с момента выхода Flash Player 5, который стал поддерживать стабильную и функциональную версию языка ActionScript 1.0, разработанную компанией Macromedia (ныне Adobe). С последующей эволюцией ActionScript связано усложнение Flash игр и их более широкое применение, начиная от однопользовательских казуальных игр до браузерных MMORPG.

### Разработка
По исследованиям в 2009 году, более 97 % разработчиков игровых приложений — мужского пола. В одиночку работают 60 % разработчиков, 29 % — независимыми командами и лишь 8 % — в студиях или других компаниях, связанных с игростроем. Время на разработку средней игры — чаще всего от 1 до 3 месяцев.

### Использование
Современные Flash-игры перешли на качественно новый уровень в связи с развитием области. Сейчас игры представлены преимущественно игровыми баннерами, приложениями для социальных сетей, браузерными играми; всё так же пользуются популярностью небольшие игрушки, которым посвящены целые игровые флеш-порталы. Социальные сети, в частности Facebook и ВКонтакте, после ввода API, также способствуют росту рынка игровых флеш-приложений. Несмотря на бесплатную основу таких игр, микроплатежи в качестве монетизации позволяют компаниям-разработчикам не только держаться на плаву, но двигаться вперед, изобретая ещё более функциональные и визуально красивые игры. Выход Flash Player 11 с низкоуровневым API и встроенной поддержкой 3D дал разработчикам возможность создавать полномасштабные трёхмерные игры с их эксплуатацией прямо из браузера.